# Aspitates churchillensis
Aspitates churchillensis là một loài bướm đêm trong họ Geometridae.